# Aphodiinae
Los afodinos (Aphodiinae) son una subfamilia de coleópteros de familia Scarabaeidae que se alimentan principalmente de excrementos (coprofagia). Son de distribución mundial.

## Taxonomía
La situación taxonómica de los afodinos ha variado a lo largo de los años, y fue considerada como una familia independiente durante décadas. La última revisión de las familias de coleópteros la sitúa como subfamilia dentro de la familia de los escarabeidos, con las siguientes tribus:
- Tribu Aphodiini Leach, 1815
  - Subtribu Aphodiina Leach, 1815
  - Subtribu Didactyliina Pittino, 1985
  - Subtribu Proctophanina Stebnicka and Howden, 1995
- Tribu Corythoderini Schmidt, 1910
- Tribu Eupariini Schmidt, 1910 (nomen protectum)
- Tribu Odontolochini Stebnicka and Howden, 1996
- Tribu Odochilini Rakovič, 1987
- Tribu Psammodiini Mulsant, 1842
  - Subtribu Phycocina Landin, 1960
  - Subtribu Psammodiina Mulsant, 1842
  - Subtribu Rhyssemina Pittino and Mariani, 1986
- Tribu Rhyparini Schmidt, 1910
- Tribu Stereomerini Howden and Storey, 1992
- Tribu Termitoderini Tangelder and Krikken, 1982